# サブナック

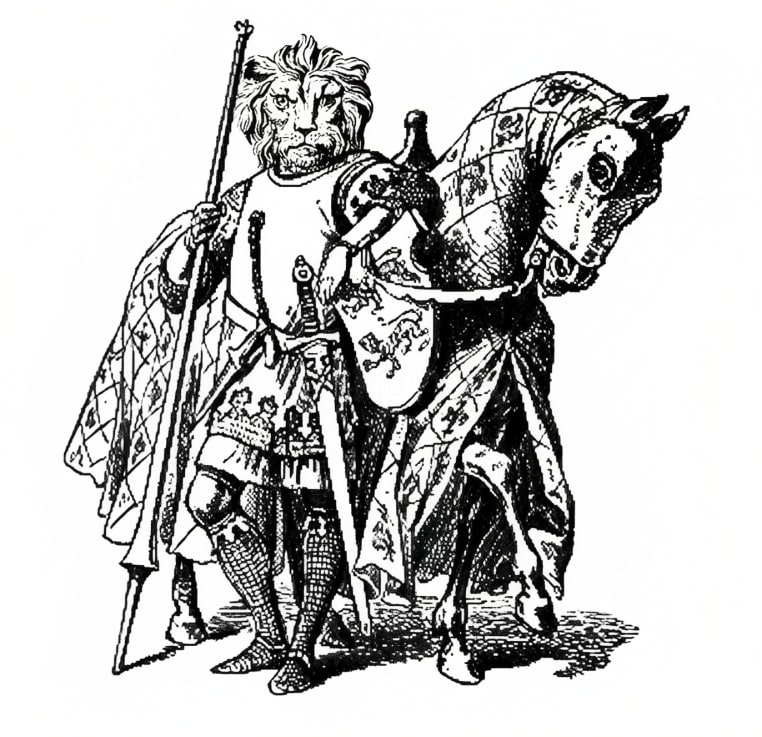
サブナック

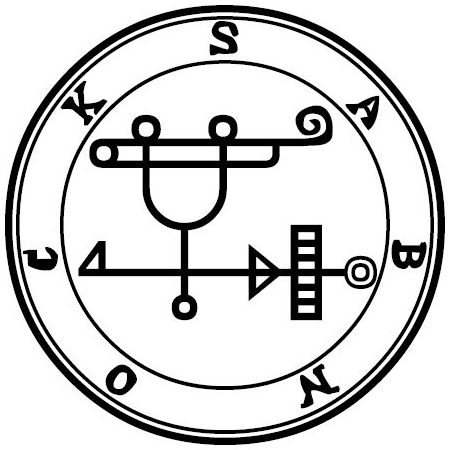
『ゴエティア』に記されたサブノック(Sabnock)のシジル

サブナック（Sabnac、Sabnachまたは、Sabnack）は悪魔学における悪魔の一人。

## 概要
サブナッケ（Sabnacke）、サブノック（Sabnock）、サヴノック（Savnok）、サブラック（Saburac）もしくは、サルマク（Salmac）とも呼ばれる。
『ゴエティア』によると、地獄の50の軍団を率いる序列43番の偉大にして強大なる侯爵。
青ざめた馬にまたがり、ライオンの頭を持つ武装した兵士の姿で現れる。高層建築や城郭、市街を建造しそれらを武具で満たすことができる。また、何日も治らず、腐り蛆がわく傷をもたらすこともできる。召喚者の求めに応じて優れた使い魔を与えてもくれる。人を変身させる力を持つとも言われている。